# 英语表音音标

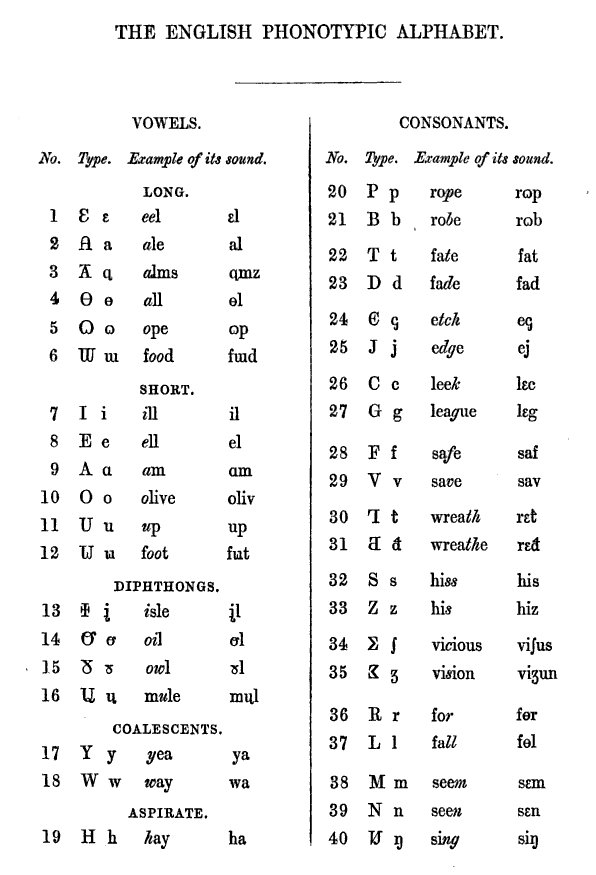
英语表音音标字母表

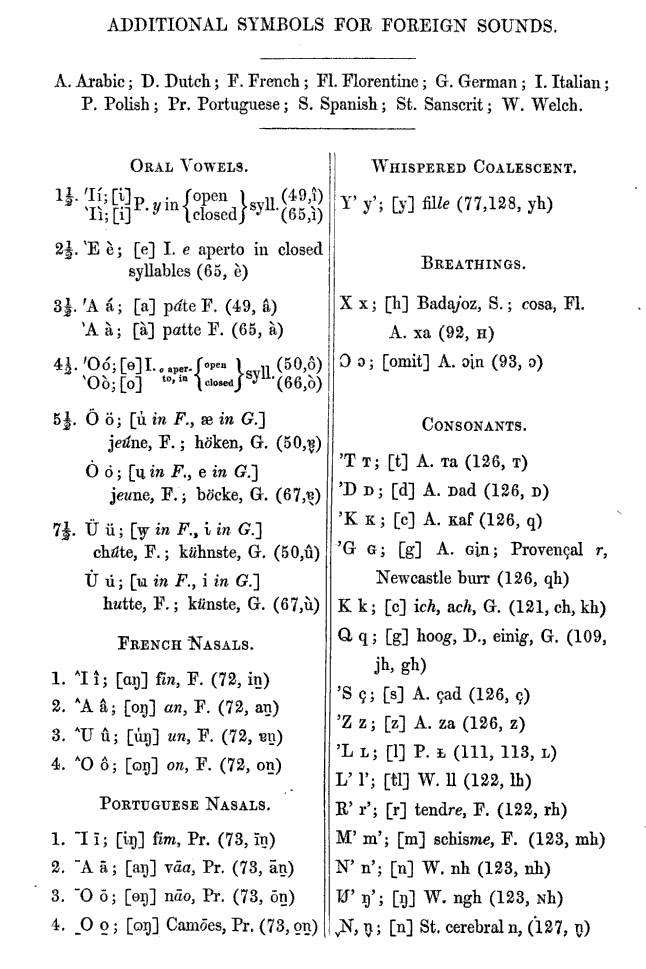
1845年的新增外语字母系统

英语表音音标（英語：English Phonotypic Alphabet）是艾萨克·皮特曼爵士和亚历山大·约翰·埃利斯创造的一种英语音标，被作为英语拼写改革的一部分。 它从来没有获得广泛接受，但也被纳入了现代国际注音字母系统中。
英语表音音标最初在1845年6月公布。 之后公布其扩展字母表，包括德语、阿拉伯语、 西班牙语、法语、威尔士语、意大利语、葡萄牙语等语言。